# Raión de Surovíkino
El raión de Surovíkino (ruso: Сурови́кинский райо́н) es un distrito administrativo y municipal (raión) ruso perteneciente a la óblast de Volgogrado. Se ubica en el suroeste de la óblast. Su capital es Surovíkino.
En 2021, el raión tenía una población de 32 808 habitantes.
El raión limita al oeste con la óblast de Rostov, y al sureste llega hasta la costa occidental del embalse de Tsimliansk. Su territorio alberga la desembocadura del río Chir.

## Subdivisiones
Comprende la ciudad de Surovíkino (la capital, que forma un ayuntamiento urbano sin pedanías) y 43 localidades rurales, estas últimas agrupadas en los siguientes diez asentamientos rurales:
- Blizhneosinovski
- Verjnesolonovski
- Dóbrinka
- Kachalin
- Lobakin
- Lysov
- Nizhneosínovski
- Nizhni Chir
- Novomaksimovski
- Sysóyevski